# 나기타 케이코
나기타 게이코(名木田 恵子, 1949년 11월 28일 ~)는 일본의 작가이다. 필명 중 하나인 미즈키 교코(水木 杏子)로도 알려져 있다.
《캔디 캔디》로 1977년에 이가라시 유미코와 함께 고단샤 만화상을 수상하였으며, 2007년에는 일본 아동 문예가 협회상을 수상하였다. 단편 작품인 〈아카이 미 하지케타(赤い実はじけた)〉는 미쓰무라 도쇼 출판의 일본 초등학교 교과서에 수록되어 있다. 스토리를 담당한 그림책 《샴푸 오지(シャンプー王子)》 시리즈는 2007년 10월 TV 시리즈 애니메이션으로 제작되었다.

## 활동
나기타는 12세가 되던 해에 아버지가 사망하자 외로움을 달래기 위해 "앤드류 가족"을 만들고 그들에 대한 스토리를 노트북에 쓰기 시작했다. 나기타는 "앤드류 가족이 애정어린 시선으로 나를 바라보고 있는 것처럼 느껴졌다. 앤드류 가족은 나의 스토리의 원형이다."라고 회고했다. 고등학교에 재학하던 도중 쇼가쿠칸의 만화 잡지 《조가쿠세이노 도모(女学生の友, →여학생의 친구)》에서 주최한 단편 스토리 공모전에서 입선하면서 데뷔하였다. 19세에 〈요미가에리, 소시테 나쓰와(よみがえり、そして夏は…)〉을 《조가쿠세이노 도모》에 제공한 이후에 전업 작가가 되기로 결심하였다.
당시 《고코 분게이》에 시를 꾸준히 게재하였고 유명 시인 스가와라 가쓰미가 니가타의 재능을 알아보자 스가와라의 시 동인에 가입하였다. 20세에 시집 《가에루(還る)》를 출판하였고, 5년 후에 시집 《오모이데와 우타와나이(思い出は歌わない)》가 산리오에서 발행되었다.
1970년대에 당시 《별책 소녀 프렌드》의 편집장이던 히가시우라의 요청으로 만화 스토리를 쓰기 시작하였고, 이후 《소녀 프렌드》와 《나카요시》에서 가즈 아야코, 고다 아카네, 미즈키 교코, 나기타 게이코 등의 필명으로 다수의 작품의 스토리를 담당하였다.
《나카요시》의 편집장으로 취임한 하가시우라의 기획을 바탕으로 1975년에 나기타가 미즈키 교코의 필명으로 스토리를 담당하고 이가라시 유미코가 작화를 당당한 《캔디 캔디》의 연재가 시작되었다. 이 작품은 1976년에 도에이 애니메이션에 의하여 TV 시리즈 애니메이션으로 제작되었고, 나기타의 가장 유명한 작품 중 하나가 되었다. 다만 1990년대에 이가라시 유미코가 나기타의 허락 없이 《캔디 캔디》의 캐릭터와 관련된 사업을 진행하자 캐릭터의 저작권에 대한 법적 분쟁으로 이어졌고, 결국 나기타의 허락 없이 캐릭터 사업을 진행할 수 없다는 판결이 내려졌으나 나기타와 이가라시의 합의가 이뤄지지 않아 만화의 재출간과 애니메이션의 재방영이 모두 중단된 상태이다.
1980년부터 나기타 케이코 명의로 소녀를 대상으로 한 아동 문학 작품과 러브 스토리를 주로 집필하였다. 그 중에서도 《후코토 유레이》 시리즈가 인기를 얻었으며 이 시리즈를 위한 음악을 일본의 유명 락 그룹 문라이더스의 멤버인 오카다 도루가 작곡하였다. 2001년에 《후코토 유레이》의 결말 부분의 집필을 재개하였다.

## 기타
- 2004년 나기타는 자신이 작사가로서 가사에 대하여 저작권을 가지고 있는 애니메이션 《캔디 캔디》의 오프닝 테마곡을 대한민국에서 방영된 교보생명의 광고에 삽입하는 것을 허락하면서 저작권료의 절반은 작곡가의 유족에게 지급할 것을 요청하고 절반을 대한민국의 소년, 소녀 가장을 위하여 기부하였다.[1]

## 같이 보기
- 캔디 캔디 저작권 분쟁